# رغيد الصلح
رغيد  كاظم الصلح (7 يوليو 1942-1 فبراير 2017) كاتب وباحث لبناني في العلاقات الدولية والعربية بالإضافة إلى قضايا الديمقراطية. نشر العديد من الكتب حول العلاقات الدولية، المنطقة العربية والديمقراطية. كان مساهماً دائماً في العديد من المنشورات، بما في ذلك «الحياة» في لندن ، وهو متحدث دائم ومعلق سياسي ومستشار للأمم المتحدة ومنظمات أخرى.
كان رغيد ابن كاظم الصلح، وهو عضو سابق في البرلمان اللبناني وسفير لبناني سابق في العراق . وينحدر من عائلة سنية بارزة منحت لبنان أربعة رؤساء وزراء هم رياض الصلح وسامي الصلح وتقي الدين الصلح وراشد الصلح.

## حياته
ولد رغيد الصلح في 7 يوليو 1942 في بيروت، حصل على درجة البكالوريوس. في العلوم السياسية من الجامعة الأمريكية في بيروت (1964) ، ماجستير. في العلوم السياسية من كلية الدراسات الشرقية والأفريقية في جامعة لندن (1978) ودرجة الدكتوراه في السياسة والعلاقات الدولية من كلية سانت أنتوني، كلية العلوم الاجتماعية، جامعة أكسفورد (1986).
وهو مؤلف العديد من الكتب، بما في ذلك: التسوية السلمية والوحدة العربية (1980) ، لبنان على الطريق إلى المستقبل (1979) ، عمان والساحل الجنوبي الشرقي لشبه الجزيرة العربية (1997) (2000) ، سلطنة عُمان. 1918-1918 (2000) ، سلطنة عمان 1918-1939: الجزء الأول (2000) ، سلطنة عمان 1918-1939: الجزء الثاني (2000) ، سلطنة عمان 1918-1939: الجزء الثالث (2000) عمّان 1945 فصاعدا (2000) ) ، حربان بريطانيتان مع العراق (2003) ، لبنان والعروبة، 1936-1945 (2004). كان زميلاً زائرًا في معهد الدراسات الشرق أوسطية والإسلامية في جامعة دورهام بالمملكة المتحدة. عمل  في مجال المشاورات مع الأمم المتحدة وغيرها من المنظمات التي تغطي الشؤون الإقليمية العربية والديمقراطية والحكم والعدالة وحقوق الإنسان.

## حياته الشخصية
والده هو كاظم الصلح والدته هي يسير الصلح. تزوج رغيد من كاميليا فوزي، وهي مستشارة اقتصادية اجتماعية مصرية / إيرلندية (توفيت في 29 أغسطس 2018). ولديها ابنة وحفيدين. أما أشقاؤه فهم:حنّة وخلدون ونوال الصلح
توفي رغيد في 1 فبراير 2017 في أكسفورد، المملكة المتحدة عن عمر يناهز 74 ودفن في بيروت، أقيم له نصب تذكاري في كلية سانت أنتوني، أكسفورد.

## الإرث
بعد وفاته تأسس مركز رغيد كاظم الصلح للسفريات لمساعدة طلاب الدكتوراه المسجلين في جامعة أكسفورد في أبحاثهم في الدول الأعضاء في جامعة الدول العربية، مع التركيز على الديمقراطية والحكم والعدل وحقوق الإنسان والإقليم والعمليات البرلمانية والمواضيع الأخرى ذات الصلة في السياسة والعلاقات الدولية في العالم العربي.